# Batalla de Alejandreta
La batalla de Alejandreta fue el primer enfrentamiento entre las fuerzas del Imperio bizantino y el califato fatimí en Siria. Tuvo lugar a principios de 971, cerca de Alejandreta, mientras el grueso del ejército fatimí sitiaba Antioquía, ciudad que los bizantinos capturaron dos años antes. Los bizantinos, bajo el mando de uno de los eunucos de la corte del emperador Juan I Tzimisces, lograron atraer a un destacamento fatimí de 4000 hombres para atacar su campamento vacío. Luego, aprovecharon la confusión para atacarlos por todos los lados, destruyendo a las fuerzas fatimíes. La derrota de Alejandreta, sumada a la invasión del sur de Siria por los cármatas, obligó a los fatimíes a levantar el asedio. Este enfrentamiento aseguró, además, el control bizantino sobre Antioquía y gran parte del norte de Siria.

## Antecedentes
El 28 de octubre de 969, Antioquía cayó ante las fuerzas del comandante bizantino Miguel Burtzes. Bizancio capturó esta metrópoli del norte de Siria y rápidamente firmó un tratado con el Emirato hamdánida de Alepo, que convirtió a la ciudad en un vasallo tributario. Además, dicho tratado entregó al Imperio bizantino el control de todas las antiguas zonas fronterizas abasíes (thughur) en Cilicia y la Mesopotamia superior, así como de la franja costera de Siria que se extendía desde el mar Mediterráneo hasta el río Orontes, incluyendo localidades como Trípoli (Líbano), Arqa y Shaizar. Sin embargo, Bizancio ejerció un dominio inicialmente solo teórico sobre esta región, situación que empeoró con el asesinato del emperador Nicéforo II Focas en diciembre de 969, acontecimiento que puso en riesgo las conquistas territoriales logradas en la región.
En el sur, las fuerzas del califato fatimí de Ifriquía, dirigidas por Chauhar al-Siqilí, conquistaron Egipto y lo arrebataron a sus gobernantes ijshidíes. Motivados por el fervor de la yihad (guerra santa) y con el propósito de legitimar su dominio, los fatimíes aprovecharon el avance bizantino sobre Antioquía y la amenaza de los «infieles» como elemento fundamental de su propaganda en la región recién conquistada. Asimismo, prometieron restaurar un gobierno justo. La noticia de la caída de Antioquía persuadió a los fatimíes para que autorizaran a Chauhar a enviar al general bereber, Yafar ibn Falah, a invadir Palestina. En esta campaña, Yafar derrotó a los remanentes ijshidíes, liderados por el príncipe Al-Hasan ibn Ubayd Allah ibn Tughj, logrando tomar Ramla en mayo de 970. Posteriormente, en noviembre de ese mismo año, conquistó Damasco.

## Asedio de Antioquía y batalla en Alexandreta

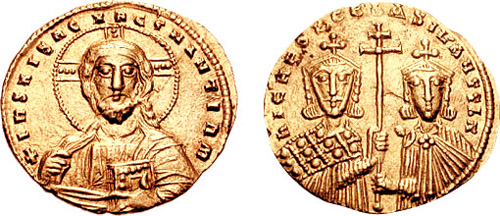
Histamenon de Nicéforo II

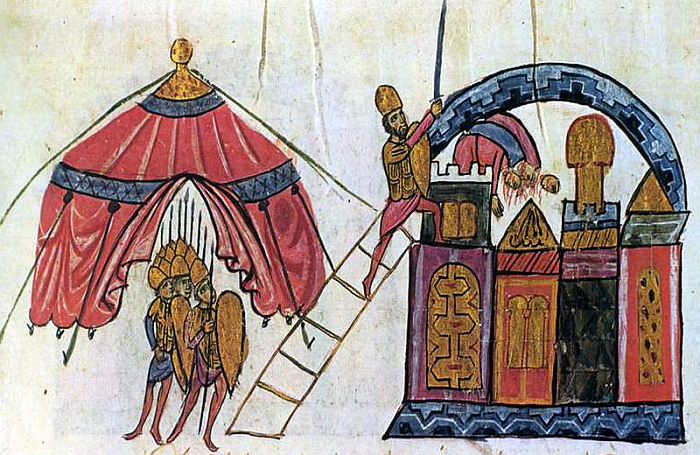
Toma de Antioquía en 969 en una miniatura de Escilitzes de Madrid

Poco después de la rendición de Damasco, Yafar ibn Falah encomendó a Futuh («Victorias»), uno de sus ghilman (soldados esclavos), la tarea de liderar la yihad prometida contra los bizantinos. Según la compilación del siglo XV Uyun al-Akhbar del historiador yemení ismailí Idris Imad al-Din, también se menciona a Akhu Muslim como comandante. Futuh reunió un ejército compuesto principalmente por bereberes kutama, reforzado con levas de Palestina y el sur de Siria, y en diciembre de 970 inició el asedio de Antioquía. El cronista bizantino Jorge Cedreno estimó el ejército fatimí en 100 000 hombres, una cifra claramente exagerada, mientras que Imad al-Din la reduce a 20 000 hombres. Los fatimíes sitiaron la ciudad, pero sus habitantes ofrecieron una férrea resistencia, lo que obligó a Ibn Falah a enviar refuerzos, descritos por el historiador del siglo XIV Abu Bakr ibn al-Dawadari como «un ejército tras otro», provenientes también de levas en el sur de Siria. Según Al-Maqrizi, historiador egipcio del siglo XV, estos refuerzos, que comprendían unos 4000 hombres, lograron detener por completo el reabastecimiento de Alejandreta, interceptando las caravanas que se dirigían hacia dicha ciudad.
Mientras tanto, el sucesor de Nicéforo, Juan I Tzimisces, incapaz de intervenir directamente debido a la invasión de Bulgaria efectuada por Sviatoslav I de Kiev, envió una pequeña fuerza al mando del patricio Nicolás, un eunuco de confianza descrito por León el Diácono como experimentado en combate, para aliviar el asedio. Mientras tanto, el asedio de Antioquía había continuado durante cinco meses durante el invierno y la primavera, sin obtener ningún resultado. En algún momento, de acuerdo con Ibn al-Dawadari, un destacamento fatimí de 4000 hombres, liderado por el jefe bereber Aras y el antiguo emir de Tarso, Ibn al-Zayyat, avanzó hacia Alejandreta, en donde acampaba el ejército bizantino de reserva. Alertado de su llegada, Nicolás abandonó el campamento y preparó una emboscada. Las tropas fatimíes, al encontrar el campamento desierto, comenzaron a saquearlo sin reparar en nada más, momento en que Nicolás lanzó un ataque sorpresa, desbaratando al ejército fatimí. Aunque la mayoría pereció, Aras e Ibn al-Zayyat lograron escapar.
La derrota en Alejandreta afectó gravemente la moral fatimí. Sumada a la noticia del avance de los cármatas (un grupo ismailita rival de los fatimíes) hacia Damasco, llevó a Ibn Falah a ordenar a Futuh que levantara el asedio de Antioquía a principios de julio de 971. El ejército fatimí regresó a Damasco, desde donde los diversos contingentes se dispersaron a sus regiones de origen.

## Consecuencias

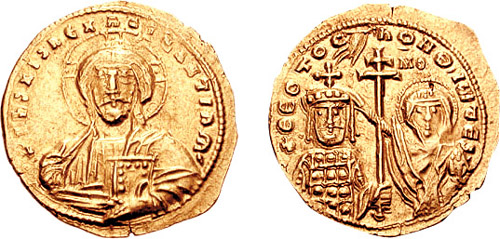
Histamenon de Juan I Tzimisces

El enfrentamiento entre las dos principales potencias del Mediterráneo oriental culminó así en una victoria bizantina que consolidó su control en el norte de Siria, mientras que los fatimíes sufrieron pérdidas significativas en vidas, moral y reputación. Según el historiador Paul Walker, si Yafar ibn Falah hubiera «poseído las tropas y la reputación perdidas en Alejandreta, podría haber resistido la arremetida de los cármatas. Los ejércitos de los distritos locales podrían haberlo ayudado de no haberse dispersado». En agosto de 971, Yafar decidió enfrentarse a los cármatas y sus aliados beduinos en el desierto, pero fue derrotado y murió en batalla. Esta derrota provocó una grave crisis en el control fatimí sobre el sur de Siria y Palestina, permitiendo la invasión cármata de Egipto. No obstante, los fatimíes  lograron la victoria frente a El Cairo y, finalmente, expulsaron a los cármatas de Siria, restableciendo su control sobre la provincia rebelde. Por su parte, los bizantinos no emprendieron nuevas ofensivas hasta las campañas lideradas por Juan I Tzimisces en persona, entre 974 y 975. Aunque el emperador avanzó profundamente en territorio musulmán y amenazó con tomar Jerusalén, su muerte en enero de 976 eliminó el peligro para los fatimíes. Desde entonces, los bizantinos nunca más intentarían avanzar más allá de sus posesiones en el norte de Siria, alrededor de Antioquía.